# کامی ریتا

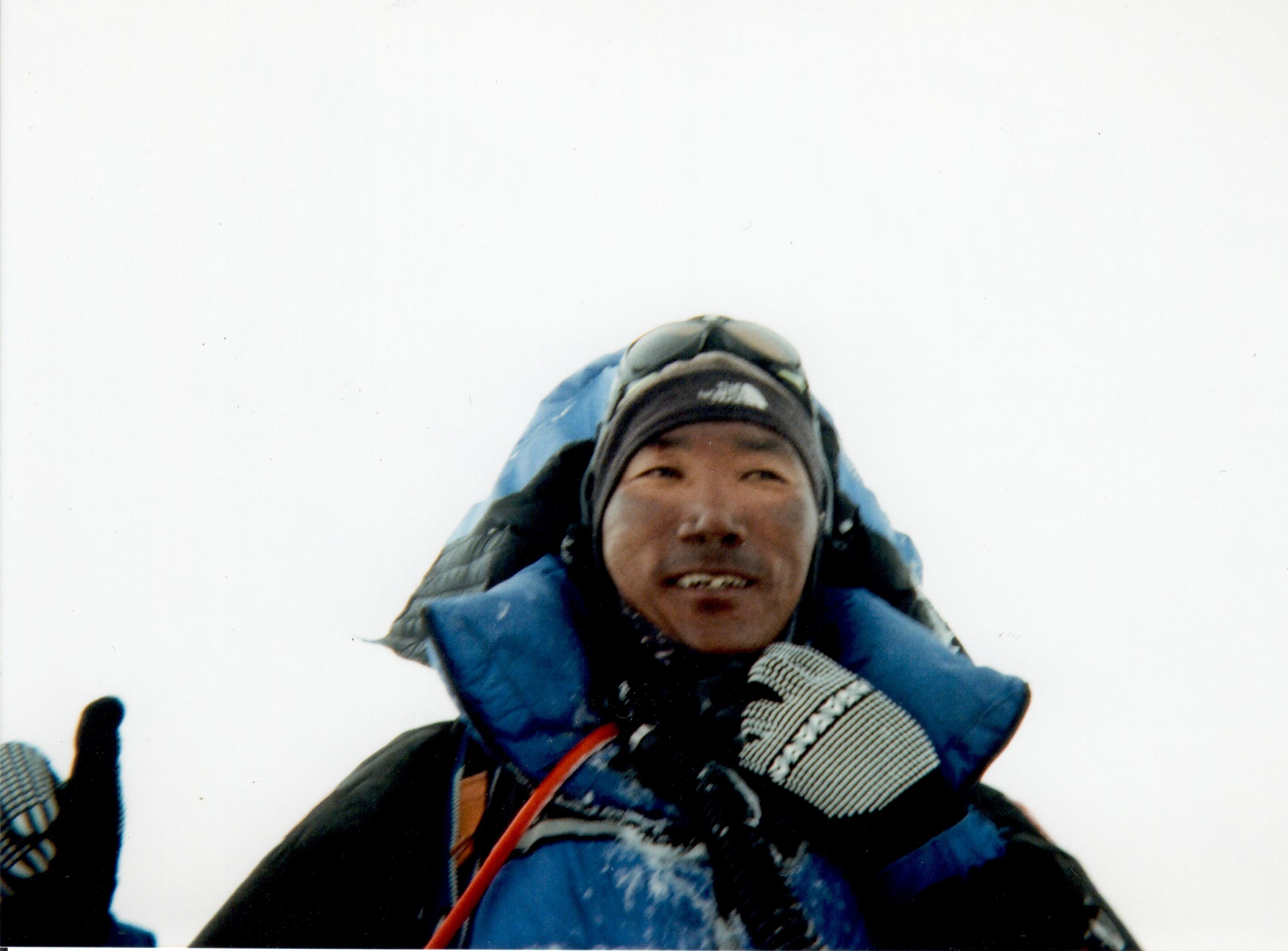
کامی ریتا، رکورددار صعود به قله اورست - ۲۰۱۰

کامی ریتا (متولد ۱۹۷۰، سولوخومبو، نپال) یک راهنمای شرپای نپالی است که از ماه مه ۲۰۱۸ رکورد بیشترین صعود به قله اورست را در اختیار دارد. او آخرین بار در تاریخ مه 2025برای 30مین بار این قله را فتح کرد و رکورد قبلی را که در دست خودش بود شکست. پس از بازگشایی اورست به روی کوهنوردان خارجی، در سال ۱۹۵۰ پدر وی در میان اولین راهنمایان حرفه ای شرپا بود. برادر اون نیز یک راهنماست و اورست را برای ۱۷ بار صعود کرده‌است.
در سال ۲۰۱۷، کامی ریتا سومین نفری بود که ۲۱ بار به قله اورست صعود کرد و این رکورد را با آپا شرپا و پوربا تاشی شرپا برابری می‌کرد. این دو شرپا متعاقباً بازنشسته شدند و دیگر صعود نمی‌کنند.
کامی ریتا همچنین قله‌های دیگر را که بالاتر از ۸۰۰۰ متر هستند، از جمله کی ۲، چو ایو، آناپورنا و لهوتسه را صعود کرده‌است.
این راهنمای محلی برای اولین بار در سال ۱۹۹۴ به اورست صعود کرد و بجز سه تلاش ناموفق در سال‌های ۲۰۱۴، ۲۰۱۵ و ۲۰۲۰، تقریبا هر سال توانسته است خود را بر فراز این قله برساند. او مه ۲۰۲۳ توانست برای بیست و هفتمین بار از قله اورست صعود کند و رکورد قبلی که آن هم به نام خودش ثبت بود را جابه‌جا کند.

## اعزام‌های اورست
جدول زمانی سفر:
- ۱۹۹۴: در ۱۳ مه از طریق S Col - SE Ridge به عنوان کارگر در ارتفاع بالا
- ۱۹۹۵: به عنوان کارگر در ارتفاع بالا به ۸۵۰۰ متر رسید
- ۱۹۹۷: در ۲۵ مه، از طریق S Col - SE Ridge به عنوان کوهنورد
- ۱۹۹۸: در ۲۵ مه از طریق S Col - SE Ridge به عنوان کارگر در ارتفاع بالا
- ۱۹۹۹: در ۱۳ مه از طریق S Col - SE Ridge به عنوان کارگر در ارتفاع بالا
- ۲۰۰۰: در ۲۳ ماه مه از طریق S Col - SE Ridge به عنوان کارگر در ارتفاع بالا
- ۲۰۰۲: در ۲۵ مه از طریق S Col - SE Ridge به عنوان کارگر در ارتفاع بالا
- ۲۰۰۳: در تاریخ ۳۰ مه از طریق S Col - SE Ridge به عنوان کارگر در ارتفاع بالا
- ۲۰۰۴: در ۲۴ مه از طریق S Col - SE Ridge به عنوان کارگر در ارتفاع بالا
- ۲۰۰۵: در ۳۰ مه از طریق S Col - SE Ridge به عنوان کارگر در ارتفاع بالا
- ۲۰۰۶: در ۲۰ مه از طریق S Col - SE Ridge به عنوان کارگر در ارتفاع بالا
- ۲۰۰۷: در ۲۲ ماه مه از طریق S Col - SE Ridge به عنوان کارگر در ارتفاع بالا
- ۲۰۰۸: در ۲۴ ماه مه از طریق S Col - SE Ridge به عنوان کارگر در ارتفاع بالا
- ۲۰۰۹: در ۵ مه (تیم ثابت کننده طناب) و ۲۳ مه، از طریق S Col - SE Ridge به عنوان کارگر در ارتفاع بالا.
- ۲۰۱۰: در ۵ مه (تیم ثابت کننده طناب) و ۲۴ مه از طریق S Col - SE Ridge به عنوان کارگر در ارتفاع بالا.
- ۲۰۱۲: در ۱۸ مه از طریق S Col - SE Ridge به عنوان کارگر در ارتفاع بالا
- ۲۰۱۳: در تاریخ ۱۰ مه (تیم ثابت کننده طناب) و ۲۲ مه از طریق S Col - SE Ridge به عنوان کارگر در ارتفاع بالا.
- ۲۰۱۵: هیچ صعودی به دلیل زلزله وجود نداشت
- ۲۰۱۶: در ۲۰ مه، از طریق N Col - NE Ridge به عنوان کارگر در ارتفاع بالا
- ۲۰۱۷: در تاریخ ۲۷ مه، از طریق S Col - SE Ridge به عنوان کارگر در ارتفاع بالا
- ۲۰۱۸: در ۱۶ مه، از طریق S Col - SE Ridge
- ۲۰۱۹: در ۱۵ مه، از طریق S Col- SE Ridge
- ۲۰۱۹: در ۲۱ مه، از طریق S Col- SE Ridge
- ۲۰۲۱: در ۷ مه، از طریق S Col- SE Ridge
- ۲۰۲۲: در ۷ مه، از طریق S Col- SE Ridge
- ۲۰۲۳: در ۱۷ مه، از طریق S Col- SE Ridge
- ۲۰۲۴: در ۲۳ مه، از طریق S Col- SE Ridge